# Tulchyn
Tulchyn (em ucraniano:  Тульчин) é uma cidade da Ucrânia, situada no Oblast de Vinnytsia. Tem 9,26 km² de área e sua população em 2020 foi estimada em 14.871 habitantes.